# 石门楼镇
石门楼镇，是中华人民共和国江西省九江市武宁县下辖的一个乡镇级行政单位。

## 行政区划
石门楼镇下辖以下地区：
石门村、银炉村、中村、廒厦村、炉山村、新牌村、青岭村、镜源村、田铺村、河垄村、白桥村和西桥村。